# Le Train de 16 h 50 (téléfilm, 1987)
Pour les articles homonymes, voir Le Train de 16 h 50.
Le Train de 16 h 50 (4.50 from Paddington) est un téléfilm policier britannique de la série télévisée Miss Marple, réalisé par Martyn Friend, sur un scénario de T.R. Bowen, d'après le roman Le Train de 16 h 50 d'Agatha Christie.
Ce téléfilm en deux parties, qui constitue le 9e épisode de la série, a été diffusé pour la première fois le 25 février 1987 sur la BBC.

## Synopsis
Elspeth McGillicuddy rejoint son amie Miss Marple par le train de 16 h 50. Elle est réveillée par le dépassement du train omnibus. Par la fenêtre de son compartiment, elle voit un homme de dos en train d'étrangler une femme. Miss Marple et elle se rendent le lendemain à la police, mais elles reçoivent un accueil froid. Aucun cadavre n'est retrouvé. Refaisant le trajet en train, elles sont convaincues que le crime est lié au manoir isolé de Luther Crackenthorpe qu'elles aperçoivent du train. Miss Marple persuade une amie de son neveu, Lucy Eyelesbarrow, de s'y faire embaucher comme cuisinière. Celle-ci ne tarde pas à découvrir un cadavre dans les dépendances du manoir. Quel lien existe-t-il entre la femme morte et la famille du vieux Crackenthorpe ?

## Fiche technique
- Titre français : Le Train de 16 h 50
- Titre original (anglais) : 4.50 from Paddington
- Réalisation : Martyn Friend
- Scénario : T.R. Bowen, d'après le roman Le Train de 16 h 50 (1957) d'Agatha Christie
- Décors : Raymond Cusick
- Costumes : Judy Pepperdine
- Photographie : John Walker
- Montage : Bernard Ashby
- Musique originale : Alan Blaikley et Ken Howard
- Production: George Gallaccio
- Sociétés de production :
  - British Broadcasting Corporation (Royaume-Uni)
  - A&E Television Networks (États-Unis)
  - Seven Network (Australie)
- Durée : 110 minutes
- Pays d'origine :  Royaume-Uni
- Langue originale : Anglais
- Genre : Policier
- Ordre dans la série : 9e épisode
- Première diffusion :
  -  Royaume-Uni : 25 février 1987

## Distribution
- Joan Hickson : Miss Marple
- Juliette Mole : Anna Stravinska
- David Beames : Bryan Eastley
- Mona Bruce : Mrs McGillicuddy
- Nicholas Blane : le porteur à la gare de Paddington
- Katy Jarrett : Mary
- Leslie Adams : un sergent de police
- David Horovitch (en) : l'inspecteur Slack
- Ian Brimble : le sergent Lake
- Rhoda Lewis : Mrs Brogan
- Jill Meager : Lucy Eyelesbarrow
- Joanna David : Emma Crackenthorpe
- Maurice Denham : Luther Crackenthorpe
- Andrew Burt : le docteur Quimper
- Pamela Pitchford : Mrs Kidder
- Christopher Haley : Alexander Eastley
- Daniele Stroppa  (Daniel Steel) (VF : Odile Schmitt) : James Stoddart-West
- Bernard Brown : Harold Crackenthorpe
- Robert East : Alfred Crackenthorpe
- John Hallam (VF : Jean-Philippe Puymartin) : Cedric Crackenthorpe
- Alan Penn : Patmore
- David Waller : l'inspecteur-chef Duckham
- Will Tacey : Arthur Wimborne
- Jean Boht : Madame Joliet
- David Allen : le pianiste
- Naomi Sorkin : la danseuse
- Derek Deane : le danseur
- Emma Hitching : Francoise
- Richard Ashley : un sergent de police
- Ben Daniels

## Note
Ce téléfilm ne doit pas être confondu avec Le Train de 16 h 50, téléfilm initialement diffusé en 2004, dans le cadre de la seconde série télévisée titrée Miss Marple.

## Différences avec le roman
Le téléfilm laisse de côté le passage de l'empoisonnement. Alfred est toujours vivant à la fin du film, mais souffre d'une maladie incurable que le Dr Quimper aurait délibérément diagnostiquée de façon erronée. Comme dans la précédente adaptation, Le Train de 16 h 50 (1962), le meurtre d'Harold passe d'abord pour un accident de chasse.